# Vortigern and Rowena
Vortigern e Rowena, ou Vortigern, an Historical Play, é um drama histórico que foi apresentado como um trabalho recém-descoberto de William Shakespeare, quando apareceu pela primeira vez em 1796. Revelou-se eventualmente digna de estar na lista de textos apócrifos shakespearianos.
A obra foi forjada por William Henry Ireland (1777-1835), filho de um bibliófilo apaixonado pela obra de Shakespeare, Samuel Ireland. William criou vários documentos falsos, incluindo cartas e obras perdidas do poeta, como Vortigern e Rowena.
Sua primeira e única encenação ocorreu em 2 de abril de 1796, quando foi ridicularizada pela audiência da época. Seus personagens centrais, Vortigern e Rowena, são figuras da história tradicional britânica. 